# ريد برودي
ريد برودي (بالإنجليزية: Reed Brody)‏ هو محامي وناشط حقوق الإنسان أمريكي، ولد في 20 يوليو 1953 في بروكلين في الولايات المتحدة.